# Toni Müller
Anton Müller –conocido como Toni Müller– (Zweisimmen, 10 de mayo de 1984) es un deportista suizo que compitió en curling.
Participó en los Juegos Olímpicos de Vancouver 2010, obteniendo una medalla de bronce en la prueba masculina.
Ganó dos medallas de oro en el Campeonato Mundial de Curling Mixto Doble, en los años 2008 y 2009, y dos medallas en el Campeonato Europeo de Curling, en los años 2009 y 2010.

## Palmarés internacional
| Juegos Olímpicos               | Juegos Olímpicos           | Juegos Olímpicos  | Juegos Olímpicos |
| Año                            | Lugar                      | Medalla           | Prueba           |
| ------------------------------ | -------------------------- | ----------------- | ---------------- |
| 2010                           | Vancouver (Canadá)         | Medalla de bronce | Equipo           |
| Campeonato Mundial Mixto Doble |                            |                   |                  |
| Año                            | Lugar                      | Medalla           | Prueba           |
| 2008                           | Vierumäki (Finlandia)      | Medalla de oro    | Mixto doble      |
| 2009                           | Cortina d'Ampezzo (Italia) | Medalla de oro    | Mixto doble      |
| Campeonato Europeo             |                            |                   |                  |
| Año                            | Lugar                      | Medalla           | Prueba           |
| 2009                           | Aberdeen (Reino Unido)     | Medalla de plata  | Equipo           |
| 2010                           | Champéry (Suiza)           | Medalla de bronce | Equipo           |